# Allocasuarina monilifera
Allocasuarina monilifera är en tvåhjärtbladig växtart som först beskrevs av Lawrence Alexander Sidney Johnson, och fick sitt nu gällande namn av Lawrence Alexander Sidney Johnson. Allocasuarina monilifera ingår i släktet Allocasuarina och familjen Casuarinaceae. Inga underarter finns listade i Catalogue of Life.